# Elmakaşı, Pertek
Elmakaşı là một xã thuộc huyện Pertek, tỉnh Tunceli, Thổ Nhĩ Kỳ. Dân số thời điểm năm 2010 là 139 người.